# 비슌 카레
비슌 카레(Bishun Khare, 1933년 6월 27일 ~ 2013년 8월 20일)는 인도의 과학자이다.

## 생애
인도 바라나시에서 태어난 비슌 카레는 Banaras Hindu University의 물리학, 화학 및 수학 분야에서 학위를 받았다. 물리학 박사 학위는 시러큐스 대학교 출신으로 뉴욕 주립대학(Stony Brook)과 토론토 대학에서 박사학위를 받은 후 연구를 수행했다. 1960년대부터 1990년대까지 코넬 대학교에서 일했으며 칼 세이건(Carl Sagan)과 함께 약 100 편의 논문을 출간했다. 1996년 비슌 카레는 고위 연구원으로 NASA Ames로 옮겼고 1998년 SETI Institute에 합류했다. 비슌 카레는 2013년 8월 20일 80세로 세상을 떠났다.

## 활동
토성의 달인 타이탄뿐만 아니라 자매달인 엔셀라두스에서 분출한 간헐천의 메탄 및 기타 유기 화합물을 덮는 두꺼운 연무를 구성하는 화합물의 형성과정을 밝혀냈다. 그에 따르면 이는 태양광으로부터의 에너지가 행성 또는 달의 분출가스와 상호작용하는 광화학 반응을 통해 이들 화합물 중 다수가 존재하게 되었다고 규명했다.